# عزیزه عضدی
عزیزه عضدی (زاده ۱۳۱۹ ملایر ) از مترجمان به نام اهل ایران است که بیش از ده کتاب درباره هنر و فرهنگ به ترجمه وی به فارسی منتشر شده است
عزیزه نوه نصرت الله میرزا امیراعظم، نوه فتحعلیشاه قاجار و حاکم استرآباد و شاهرود و یکی از دو دختر یدالله عضدی سفیر و دیپلمات و وزیر خارجه پیشین ایران در دوره پهلوی و افسر وثوق (دختر حسن وثوق) و خواهر حمیده عضدی مشهور به پرنسس هاموش بود.
کتابشناسی
- پل سن لوئیس ری (نوشته تورنتون وایلدر)
- پ‍ی‍ک‍اس‍و/ گ‍روت‍رود اس‍ت‍ای‍ن (۱۳۶۲)